# دانیل استانیشفسکی
دانیل استانیشفسکی (انگلیسی: Daniel Staniszewski؛ زادهٔ ۵ مهٔ ۱۹۹۷) دوچرخه‌سوار اهل لهستان است.
از باشگاه‌هایی که در آن بازی کرده‌است می‌توان به وروا اکتیوجت اشاره کرد.
وی در مسابقات کشوری و بین‌المللی در مجموع برندهٔ ۲ مدال برنز شده‌است.